# Maryamiyya
La Maryamiyya o Tariqa Maryamiyya è una confraternita sufi fondata dello sheikh Aisa Nureddin - Frithjof Schuon (1907-1998) - alla fine degli anni 1930. È un ramo della Shādhiliyya-Darqāwiyya-Alawiyya, con comunità in Europa, nelle Americhe e nel mondo islamico. La sua dottrina si basa su quelle che considera le verità universali dell'esoterismo puro e il suo metodo è conforme agli elementi essenziali della via sufi.

## Fondazione
Frithjof Schuon nasce a Basilea, nella Svizzera tedesca, nel 1907. È educato in modo protestante, prima di scegliere la fede cattolica all'età di 14 anni. Fin da piccolo si dimostrò sensibile alle varie espressioni del sacro. Il padre gli trasmise non solo la sua ammirazione per la sapienza orientale, per l'islam e per gli Amerindi, ma anche il suo amore per la Vergine Maria.
A 16 anni scopre gli scritti di René Guénon, che illuminano e strutturano le sue convinzioni. Nel 1931 iniziò una corrispondenza con Guénon, che gli consigliò di rivolgersi all'islam e al sufismo. Alla fine del 1932, Schuon si recò a Mostaganem, in Algeria, dove entrò nell'islam, ricevette il nome di `Īsā (pronuncia Aissa) e trascorse quasi quattro mesi nella zāwiya dello sheikh Ahmad al-Alawī, che gli conferì l'iniziazione e il nome aggiuntivo di Nūr al-Dīn (pronuncia Nureddin).
Tre anni dopo tornò a Mostaganem dove, secondo quanto riferisce, lo sheikh Adda Ben Tounes, successore dello sheikh al-Alawī, gli conferì la funzione di muqaddam, autorizzandolo a iniziare gli aspiranti all'ordine Alawī. Tornato in Europa, fondò delle zāwiya in Svizzera e in Francia, dove si riunivano soprattutto lettori di Guénon. Una notte, verso la fine del 1936, Schuon si sveglia con la certezza di essere stato investito della funzione di maestro spirituale, di sheikh, e diverse persone a lui vicine riportarono sogni avvenuti quella stessa notte, che confermano questa nuova funzione. Poiché ogni sheikh sufi è indipendente, il gruppo di Schuon divenne un ramo autonomo della Tarīqa Alawiyya.

## Dottrina e metodo
Ogni via spirituale ha una dottrina e un metodo. Quelli della Maryamiyya possono essere riassunti in due parole: religio perennis (religione perenne). Questa religio non è una religione tra le altre, né una religione superiore alle altre; costituisce l'essenza atemporale, primordiale e universale di tutte le religioni; è la quintessenza dell'esoterismo, sia dottrinale che metodico. Dal punto di vista dottrinale, è pura metafisica — soprattutto il discernimento tra il Principio assoluto e la sua manifestazione — e, dal punto di vista metodico, il fondamento della realizzazione spirituale costituito dalla preghiera, dall'invocazione, dalla meditazione e dalla pratica delle virtù. Ma, secondo Schuon, questa realizzazione non può avvenire indipendentemente da una delle religioni rivelate, e sebbene tutte offrano questa possibilità, Schuon ritiene che «l'Islam possiede un'essenzialità, una semplicità e un'universalità che lo rendono particolarmente adatto a trasmettere una manifestazione diretta della Religio perennis».
Il metodo spirituale maryami si basa sulle principali pratiche del sufismo, a partire dalle cinque preghiere quotidiane (salāt), l'invocazione del Nome divino (dhikr Allāh) e il ritiro individuale (khalwa). Originariamente per i suoi discepoli occidentali, Schuon focalizzò l'applicazione della legge islamica (sharī`a) sui suoi elementi essenziali e obbligatori perché riteneva non solo che la piena osservanza della sharia da parte degli occidentali in Occidente fosse irrealistica ma anche, e in accordo con altri maestri sufi, perché voleva sottolineare il valore spirituale fondamentale dell'invocazione del Nome piuttosto che l'accumulo di atti meritori. Alcuni dei termini di questo allentamento hanno incontrato opposizione sia all'interno che all'esterno della confraternita.
Schuon espone la sua filosofia perennialista in una ventina di opere, in cui sottolinea la necessità incondizionata della preghiera, delle virtù, della bellezza e della consapevolezza delle malattie del modernismo, che contrappone alla mentalità tradizionale, centrata su Dio. «Ciò che ci distingue soprattutto — dice — dai musulmani di nascita o di conversione — "psicologicamente" si potrebbe dire — è che la nostra mente è centrata a priori sulla metafisica universale (Advaita Vedānta, Shahādah, Risālat El-Ahadiyah) e sulla via universale del Nome divino (japa yoga, nembutsu, dhikr, preghiera del cuore)».

## Sviluppo
Schuon visse in un relativo anonimato, opponendosi a qualsiasi proselitismo del suo ordine, la cui esistenza era nota solo per via orale. Man mano che i suoi scritti attiravano sempre più ricercatori, sorgevano comunità di discepoli in Europa, Nord e Sud America e nel mondo islamico. Egli le diresse da Losanna, in Svizzera, dal 1941 al 1980, e da Bloomington, nell'Indiana, negli Stati Uniti, dal 1980 fino alla sua morte, avvenuta nel 1998.
Pur non essendo affiliati al suo ordine sufi, Schuon ebbe un certo numero di discepoli di altre religioni, che condividevano la stessa visione perennialista e che si conformavano ai riti e alla pratica invocativa della loro religione. La maggior parte di loro aderiva al cristianesimo, alcuni all'induismo, all'ebraismo e al buddismo.

## Maria
Schuon riferisce che nella primavera del 1965 ebbe la prima di una serie di visioni della madre di Gesù (Maryam in arabo), di cui sono testimonianza le sue poesie in arabo, i suoi dipinti e i suoi scritti. La considerava quale sua protettrice spirituale come pure della confraternita. Nel 1969 aggiunse il nome "Maryamiyya" alla denominazione del suo ordine, il cui nome completo divenne Tariqa Shādhiliyya-Darqāwiyya-Alawiyya-Maryamiyya. Per lui:

## Gli Amerindi
Già presente nella sua infanzia, l'ammirazione di Schuon per il mondo amerindio continuò per tutta la vita. Con la moglie trascorse le estati del 1959 e del 1963 nell'Ovest americano, dove strinse legami con diversi capi tribù; la coppia è stata adottata da una tribù Lakota Sioux nel 1959 e da una tribù Crow nel 1987.
Dopo la sua emigrazione negli Stati Uniti (1980), Schuon ricevette la visita annuale di Thomas Yellowtail, un uomo medicina crow e capo della Danza del Sole. Durante le sue prime visite a Bloomington, Yellowtail insegna ai coniugi Schuon e ad alcun discepoli delle danze e dei canti della sua tribù, cosa che porterà la comunità locale a organizzare di tanto in tanto degli Indian Days.
La partecipazione alle danze amerindie ha suscitato qualche controversia tra i Maryami. Schuon ha spiegato che si tratta semplicemente di powwow, senza riti e dunque senza interferenze con la via sufi, che questi incontri erano facoltativi e che «non rientrano nelle pratiche della Tariqah — sono, in breve, parte della nostra vita privata. [...] Essendo la nostra prospettiva essenzialista, e quindi universalista e primordiale, è del tutto plausibile che abbiamo un rapporto fraterno con il mondo degli indiani d'America, che integra la natura vergine nella religione; inoltre, può dare a noi, che viviamo in un universo malsano fatto di artificialità, bruttezza e piccolezza, una rinfrescante ventata di primordialità e grandezza».
Nel 1991, un ex discepolo accusa Schuon di oltraggio al pudore durante un Indian Day. È stata avviata un'indagine e dopo l'interrogatorio il procuratore capo ha concluso che «non c'era uno straccio di prova» e ha archiviato il caso. Egli si scusò con Schuon e la stampa locale pubblicò un articolo intitolato "L'affare Schuon, una parodia".

## Successione
Nel 1992, all'età di 85 anni, Schuon si dimette dalla carica di sheikh, non nomina un successore e informa che il muqaddam di ogni zāwiya diventa indipendente, e quindi khalīfa (califfo), istituendo così zāwiya autonome. Schuon stesso continua a guidare la comunità di Bloomington fino alla fine della sua vita, consigliando i discepoli di altre zāwiya che lo visitano o gli scrivono.

### Esplicative
1. ↑  «La funzione essenziale dell'intelligenza umana è quella di discernere tra il Reale e l'illusorio, o tra il Permanente e il transitorio; e la funzione essenziale della volontà è l'attaccamento al Permanente o al Reale. Tale discernimento e tale attaccamento sono la quintessenza di qualsiasi spiritualità; e portati al loro grado più elevato, o ridotti alla loro sostanza più pura, costituiscono, in ogni grande patrimonio spirituale dell'umanità, l'universalità soggiacente, o quello che potremmo chiamare la religio perennis; a questo aderiscono i sapienti, pur poggiando necessariamente su elementi formali d’istituzione divina.» Schuon, 1996, p. 136.
2. ↑  «Un uomo chiese al profeta Maometto: "O Messaggero di Dio, le prescrizioni della sharia sono molte per me: insegnami una cosa a cui possa aggrapparmi fermamente!". Il Profeta rispose: "Che la tua lingua rimanga sempre umida per l'invocazione (dhikr) di Dio (Allâh)".» Al-Hâkim al-Nîsâbûrî, Mustadrak, hadīth nº 1822 autenticato, in Les enseignements spirituels du Prophète, T. Chouiref, Tasnîm, Wattrelos (Francia), 2021, p. 197.
3. ↑  Secondo Mark Sedgwick, «i seguaci di Schuon formarono rapidamente il primo gruppo tradizionalista. La maggior parte degli occidentali, che la lettura di opere tradizionaliste aveva incoraggiato a intraprendere un cammino spirituale, e che cercavano un maestro ortodosso all'interno di una valida tradizione iniziatica, si sono rivolti a Schuon per avere una guida». Sedgwick, 2009, p. 147.

### Bibliografiche
1. ↑  Aymard & Laude, 2004, p. 5, 7, 9.
2. ↑  Fitzgerald, 2010, p. 6.
3. ↑  Fitzgerald, 2010, p. 2, 84.
4. ↑  Aymard & Laude, 2004, p. 10.
5. ↑  Dickson, 2021, p. 599.
6. ↑  Fitzgerald, 2010, pp. 31-32.
7. ↑  Fitzgerald, 2010, p. 37, 232.
8. ↑  Aymard & Laude, 2004, p. 22.
9. ↑  Dickson, 2021, p. 600.
10. ↑  Aymard & Laude, 2004, pp. 23-24.
11. ↑  Oldmeadow, 2010, p. 78.
12. ↑  Laude, 2020, p. 234.
13. ↑  Laude, 1999, p. 62.
14. ↑  Oldmeadow, 2010, p. vii,xii, 97.
15. ↑  Oldmeadow, 2010, p. 78, 177.
16. ↑  Laude, 1999, p. 59.
17. ↑  Oldmeadow, 2010, p. 6.
18. ↑  Oldmeadow, 2010, p. 87.
19. ↑  Fitzgerald, 2010, p. 185.
20. ↑  Dickson, 2021, pp. 600-601.
21. ↑  Aymard & Laude, 2004, p. 62.
22. ↑  Sedgwick, 2009, pp. 124-125.
23. ↑  Stoddart, 2008, p. 52.
24. ↑  Oldmeadow, 2010, p. xiv, 14.
25. ↑  Fitzgerald, 2010, p. 53.
26. ↑  Fitzgerald, 2010, p. xviii, 221.
27. ↑  Sedgwick, 2009, p. 131.
28. ↑  Fitzgerald, 2010, p. 51, 220.
29. ↑  Aymard & Laude, 2004, pp. 41-42.
30. ↑  Cutsinger, 2000, pp. 164-165.
31. ↑  Fitzgerald, 2010, p. 99.
32. ↑  Fitzgerald, 2010, pp. 99-100.
33. ↑  Schuon, 2003, pp. 90-91.
34. ↑  Fitzgerald, 2010, p. 84.
35. ↑  Fitzgerald, 2010, p. 85, 89, 118.
36. ↑  Fitzgerald, 2010, p. 85, 116.
37. ↑  Sedgwick, 2009, p. 174.
38. ↑  Fitzgerald, 2010, pp. 216-217.
39. ↑  Herald-Times article "Schuon indictments dropped", Nov. 21, 1991
40. ↑  Herald-Times editorial "Schuon case a travesty", Nov. 26, 1991
41. ↑  Fitzgerald, 2010, p. 128.